# Focke-Achgelis Fa 223
Focke-Achgelis Fa 223 Drache ("Rồng") là một loại trực thăng, do Đức quốc xã phát triển trong Chiến tranh thế giới II. Nó trang bị 1 động cơ kiểu tròn 750 kilowatt (1.000 mã lực) Bramo 323 để vận hành 2 đĩa quạt 3 lá.

## Quốc gia sử dụng
Trong chiến tranh
 Germany
- Luftwaffe

Sau chiến tranh
 Tiệp Khắc
- Không quân Tiệp Khắc
- An ninh Quốc gia Tiệp Khắc

 Pháp
- Không quân Pháp

## Tính năng kỹ chiến thuật (Fa 223E)
Dữ liệu lấy từ 
Đặc tính tổng quan
- Kíp lái: 2
- Chiều dài: 12,25 m (40 ft 2 in) (chiều dài thân)
- Sải cánh: 24,50 m (80 ft 5 in)
- Chiều cao: 4,36 m (14 ft 4 in)
- Trọng lượng rỗng: 3.180 kg (7.011 lb)
- Trọng lượng có tải: 3.860 kg (8.510 lb)
- Trọng lượng cất cánh tối đa: 4.315 kg (9.513 lb)
- Động cơ: 1 × BMW Bramo 323D-2 , 750 kW (1.000 hp)
- Đường kính rô-to chính: 2× 12 m (39 ft 4 in)
- Diện tích rô-to chính: 226 m2 (2.430 foot vuông)

Hiệu suất bay
- Vận tốc cực đại: 176 km/h (109 mph; 95 kn) trên độ cao 2.000 m (6.600 ft)
- Vận tốc hành trình: 134 km/h (83 mph; 72 kn) trên độ cao 2.000 m (6.600 ft)
- Tầm bay: 437 km (272 mi; 236 nmi)
- Tầm bay chuyển sân: 700 km (435 mi; 378 nmi)
- Thời gian bay: 2 h 20 phút
- Trần bay: 4.875 m (15.994 ft)
- Vận tốc lên cao: 4,1 m/s (800 ft/min) 5,6 m/s (1.100 ft/phút)

Vũ khí trang bị

- Súng: 1 × súng máy MG 15
- Bom: 2× quả bom 250 kg (550 lb) hoặ 2 × bom chống tàu ngầm